# Ułus ust'-majski
Ułus ust'-majski (ros. Усть-Майский улус, jakuc. Уус-Маайа улууһа) – ułus (jednostka podziału administracyjnego w rosyjskiej Jakucji, odpowiadająca rejonowi w innych częściach Rosji) w środkowo-wschodniej części położonej na Syberii autonomicznej rosyjskiej republiki Jakucji.
Utworzony został w 20 maja 1931.

## Geografia
Centrum administracyjnym jest wieś Ust´-Maja. Ułus znajduje się na wschodzie republiki, 200 km od bieguna zimna półkuli północnej, w związku z czym cechuje się surowym, kontynentalnym klimatem. Główne rzeki to Ałdan i jego dopływy Maja i Ałłach-Juń.

## Ludność
W 2006 ułus zamieszkany był przez ok. 10 600 mieszkańców, w 24 miejscowościach. Według spisu z 1989, 64,2% ludności stanowili Rosjanie, 7,1% Jakuci, 9,3% Ewenkowie. Rejon zamieszkują również Eweni.
Rejon podzielony jest na pięć okręgów.